# FK Senckenberg
Le FK Senckenberg est un navire océanographique allemand (FK, en allemand : Forschungskutter)  de la Senckenbergische Naturforschende Gesellschaft (Société de sciences naturelles Senckenberg) de Francfort-sur-le-Main. Le cotre est basé à Wilhelmshaven, au département de la recherche marine, un bureau extérieur de l’Institut de recherche Senckenberg. Le gestionnaire nautique est le Briese Schiffarht GmbH & Co. UK (de)  à Leer.

## Historique
Le Senckenberg a été construit en 1976 pour l’ancienne Senckenbergische Naturforschende Gesellschaft au chantier naval Julius Diedrich à Oldersum. La pose de la quille a été faite le 27 février et la mise à l'eau le 25 juin 1976. L'achèvement a lieu début novembre 1976, et le 8 novembre le navire a été mis en service.
Le ministère fédéral de la Recherche et de la Technologie de l'époque était à l'origine de 90% des fonds et 10% du Land de Hesse. Le fonctionnement des missions de recherche est financé par des fonds de la Senckenbergische Naturforschende Gesellschaft.
Le FK Senckenberg a remplacé le vieux Astarté , qui était au département de la recherche marine de l’Institut de recherche Senckenberg depuis 1954, et mis hors service en 1976.

## Données techniques et équipement
Le navire est propulsé par un moteur diesel douze cylindres à quatre temps fabriqué par Klöckner-Humboldt-Deutz avec une puissance de 346 kW qui agit, via une boîte de vitesses, sur une hélice à pas variable. Le navire atteint une vitesse de 10 nœuds. Deux générateurs diesel d'une puissance  de 35 kVA chacun sont disponibles pour l'alimentation.
Pour la recherche, le Senckenberg a deux laboratoires à bord (un laboratoire humide et un laboratoire sec). De plus, le navire est équipé d'une grue permettant de déplacer des équipements lourds en mer. Il y a de la place sur le pont pour l’hébergement de deux conteneurs de 10 pieds ou d'embarcations annexes de 6 mètres de long.

## Missions
Le Département de la recherche marine utilise le navire océanographique pour la recherche et pour la formation de scientifiques. En outre, il est également possible, pour des instituts de recherche et des entreprises commerciales étrangers, d'affréter temporairement le navire pour ses propres besoins. Les domaines d’application du Senckenberg sont notamment les vasières et la mer du Nord et de la Baltique, mais aussi la Manche et la mer d’Irlande. Le navire a un rayon d'action de 2.000 milles marins et peut rester en mer pendant dix à quatorze jours. La capacité de combustible pour le carburant est de 23 tonnes et le réservoir d'eau peut contenir 15 tonnes d'eau potable.

## Galerie

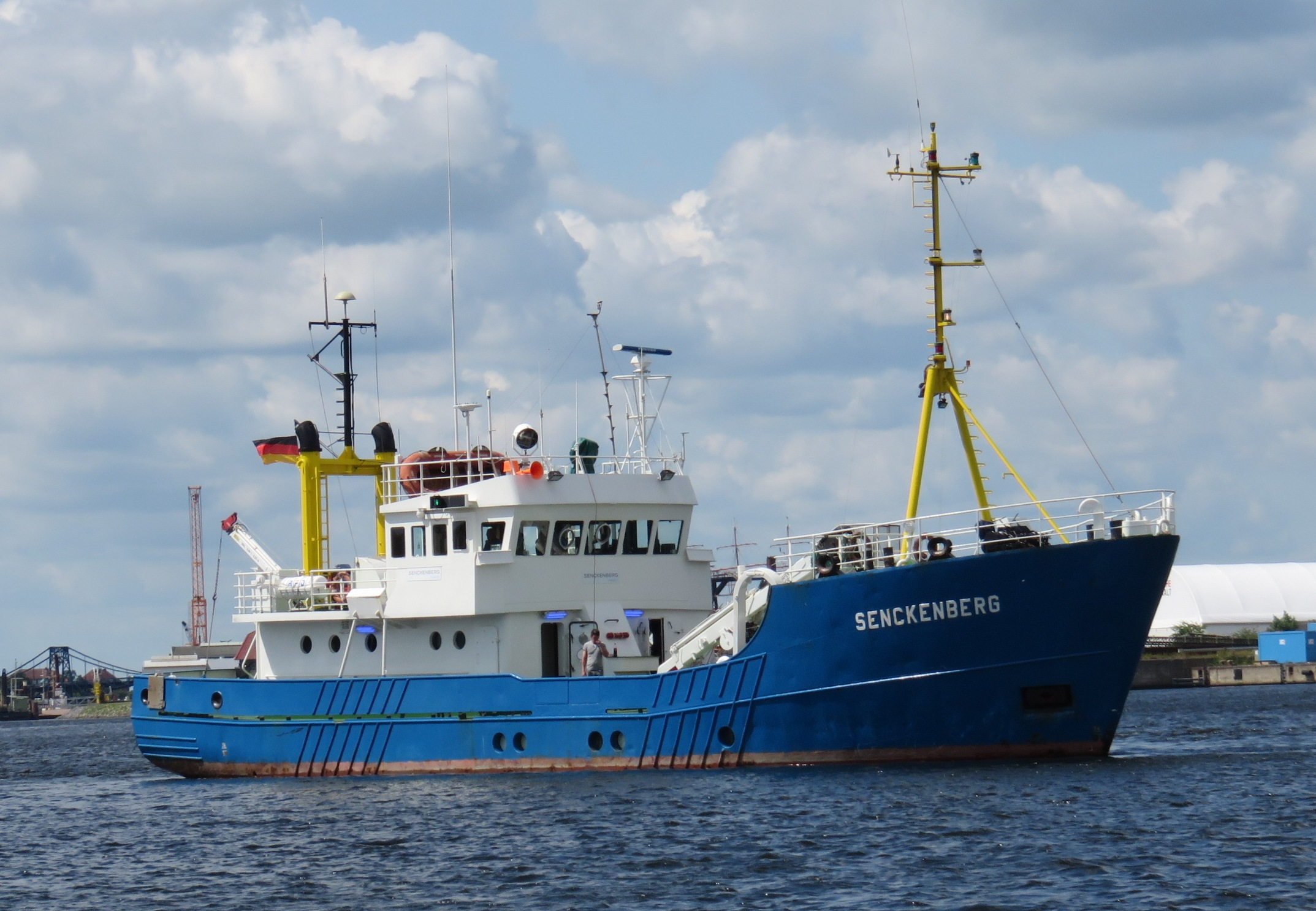
FK Senckenberg
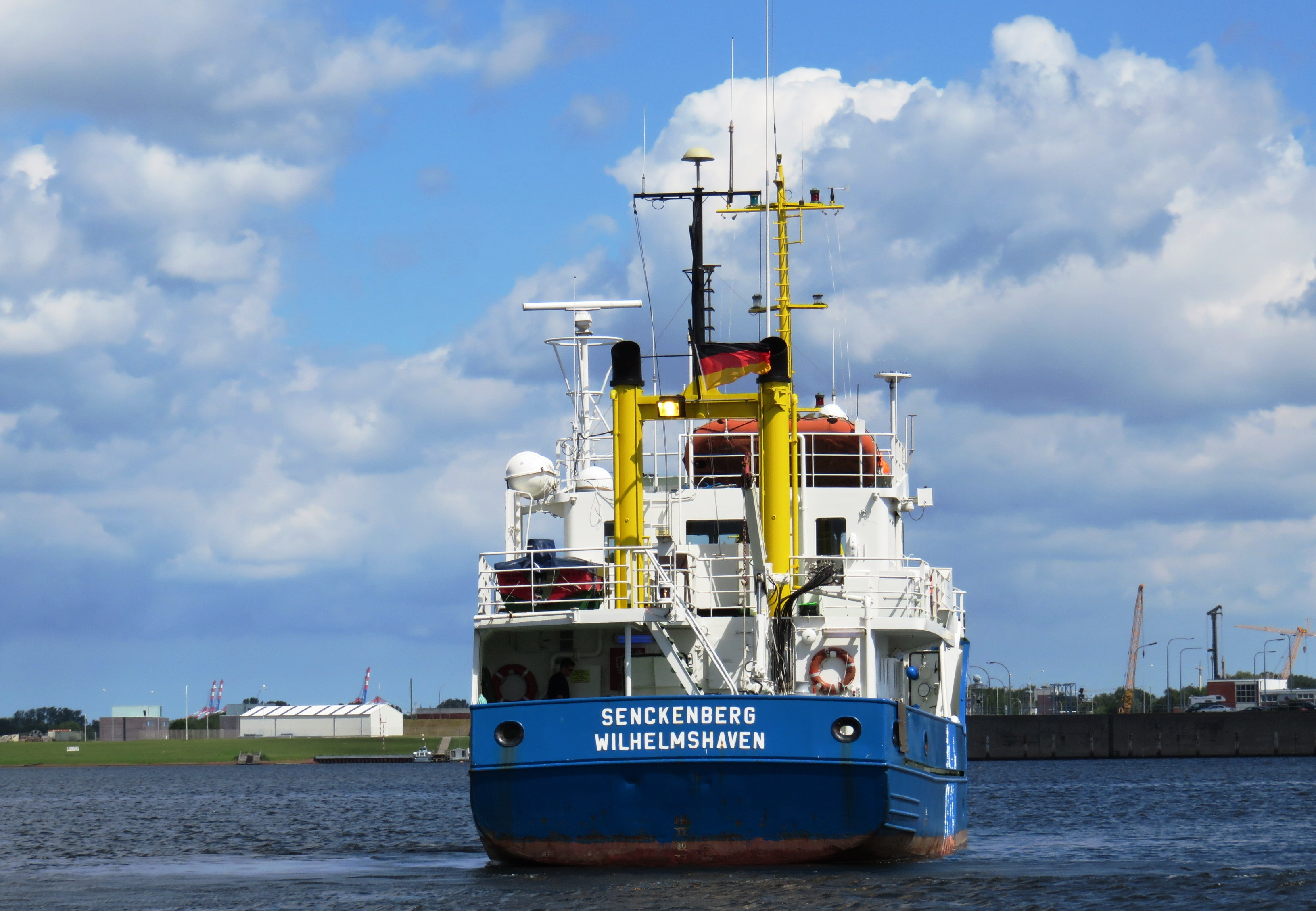
FK Senckenberg
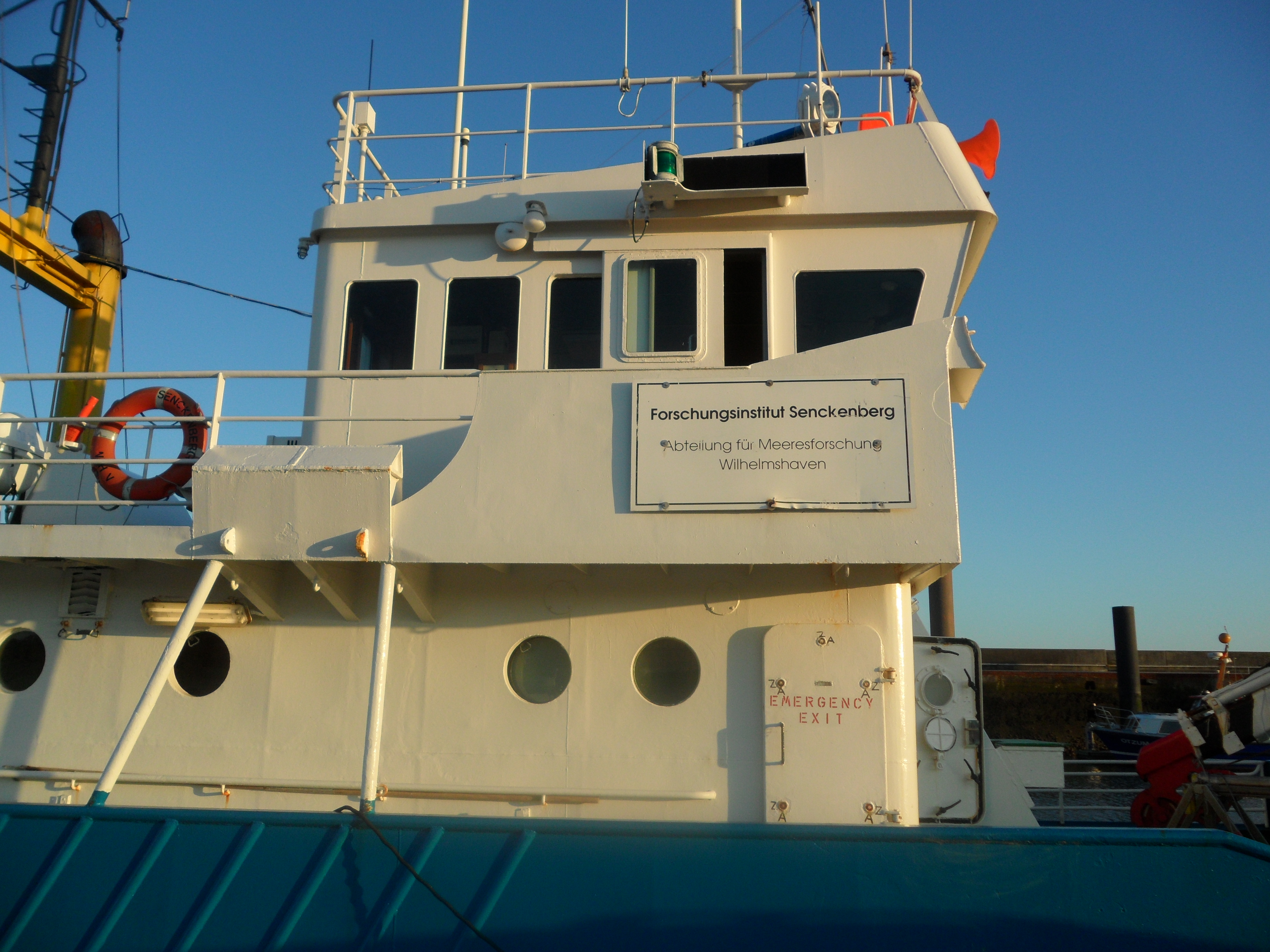
FK Senchenberg

### Note et référence
1. ↑  Senckenberg - Site Briese Schiffarht
2. ↑  FK Astarte

- (de) Cet article est partiellement ou en totalité issu de l’article de Wikipédia en allemand intitulé « Senckenberg (Schiff) » (voir la liste des auteurs).